# Босилковци
Босѝлковци е село в Северна България. То се намира в община Бяла, област Русе.

## География
Селото е разположено на 14 km северозападно от град Бяла и река Янтра в средната част на хълмистата Дунавска равнина. На изток граничи със землището на град Бяла, на запад – със село Павел, на север – със землищата на Пиперково и Караманово, а на юг – с Пейчиново и Страхилово. Местностите в землището носят повече турски имена като Хебедере, Уваджика, Чантабъши, Бююкене, Еркипрю, Дуванлъка, Орманджика и други. Някои от местностите носят и български названия: Люляшника, Каманлъка, Черешата, Дълбокия геран. Една от най-красивите местности на изток от селото е Чантълъка – хълмиста, покрита с вековни круши и буйна растителност, тя винаги е била често посещавана от любителите на природата. В миналото там се е празнувал денят на Солунските братя и 1 май – денят на цветята.

## История
Вероятно Босилковци е образувано в началния период на османската власт. Предполага се, че първите заселници в района били турци. Те се заселили в местността Юртлука, където намерили подходящи условия за живот и поминък. През Юртлука протичало така наречената Алтън дере (Златна река). След това от Балкана се преселва семейството на дядо Матейко, чийто род се смята за основател на селото. Също от Балкана се преселили и родовете на Диканята, Върбановци, Ковачата, Бараджиите. Плодородието на земята и орманите (горите), които съществували, са били причина за заселването на още няколко рода от Балкана. Поради върлуването на епидемии чума и холера, жителите на селото се преселили в имението на турчина Хаджи Ибрям. Свидетелство за това е и до днес съществуващата гора на негово име – Хаджи Ибрямова. И тук селото продължава да се нарича с първоначалното си турско име – Чатма.
Това име то носи до 1934 година, когато е преименувано в Босилковци:
Жителите на селото били известни със своето трудолюбие. На една от организираните селскостопански изложби в град Свищов, към чиято околия административно се включвало селото, то е представено със своите високи добиви от селскостопански произведения и отгледани коне и овце. Така селата, заели първите три места в околията, били преименувани на цветовете на националния трибагреник. На първо място село Белене, на второ място – Босилковци и на трето – Червена. Смята се, че босилекът е широко навлязъл в бита на хората, използва се във всички сезони на годината и при всички случаи и обреди: кръщене, сватба, смърт, задушница и др. Затова селото е кръстено Босилковци – на зеления цвят на босилека.
През този период селото имало две махали – горна и долна. В долната махала живеели турците, където била построена и джамията.
В архитектурно отношение в селото се наложил полубалкански стил, тъй като хълмистият терен не позволявал друго планиране и регулация. Независимо от големите дворове, то е било винаги съвкупно. Къщите били построени на един етаж в земята, иззидани от кирпичи и камъни, покрити с керемиди. По-голямата част от тях били използвани за зимници за нуждите на домашните животни през зимата. В обширните дворове, оградени с плетове, били кошарите и даямите, а по-богатите имали построени саи. Повечето от бедните селяни спели с домашните животни в зимниците. При тези условия за хигиенни навици не можело и дума да става, тъй като главни водоизточници били няколко кладенеца и две чешми: воловарската и циганската. Нуждата наложила по-късно откриването на нови води и построяването на нова чешма с изобилна вода в местността Деве дама. Новооткритото водохранилище спомогнало населението да се задържи по-дълго време на сегашното си място и по-сериозно да погледне на своя поминък. Занимавали се със земеделие и скотовъдство и сеели всички видове земеделски култури и зеленчуци, а от домашните животни отглеждали свинята, биволицата, коня, безброй стада, котката и кучето. От занаятите съществували: фучеджийство (бъчварство), шивачество, терзийство, ковачество и др. Те били развити, доколкото да задоволят известни нужди на населението.
Черквата „Въведение Богородично“ е построена в 1868 г. Главен инициатор е Иван Радев – Ковача, с помощници Симеон Недев, Върбан Янков, Михо Стоянов, Станю Петров, Станю Добрев и др. Осветена е в 1897 г. от митрополит Климент Търновски. Първи служители са свещеник Иван от Сергевец и Георги Хаджи от Търново.
По време на Руско-турската война в 1877 – 1878 година към опълченските дружини преминават и опълченците от село Чатма Георги Иванов Шопа, Добри Пенев Върбанов и дядо Ламби Рацов. Част от руските войски преминали през Чатма, където местното население ги посрещнало по стар обичай с хляб и сол. При сраженията на връх Шипка опълченците Ламби Рацов и Добри Върбанов били ранени, а Георги Иванов Шопа, за проявена храброст е награден със седем ордена. Той доживява свободата на Отечеството и умира през 1936 г.
Първото училище в с. Босилковци е открито през 1882 г. в къща, на мястото на днешната поща (бившата постройка на Съвета). Отначало имало едно отделение, после две. Учебната година започвала на 1 октомври – един месец децата преговаряли, а от 1 ноември започвали редовни учебни занятия. През учебната 1908/09 г. се открива още едно – трето отделение, а 1913/14 г. – четвърто отделение, или пълен начален курс. Учениците се обучавали слято: I и II, III и IV отделение. Първите учители в селото били Даскал Иерусалим Гавраилов и Иванка Такева. През 1914 г. Главен учител става Цоню Ангелов, а по-късно Блага Цонева. От 1914 до 1917 г. се строи новата сграда на началното училище. През ноември 1917 г. за пръв път се учи в ново училище. Това училище и до днес носи името „В. Е. Априлов“. След като в него били настанени учениците от първо до четвърто отделение, в старата сграда била открита прогимназия само с първи (V клас), а после втори и трети клас (VI и VII класове). Предвид това, че е открита вече пълна прогимназия, а старото училище било нехигиенично, неподходящо, наложило се построяването на нова сграда за прогимназия, основите на която били положени в 1932 г., а учебните занятия започнали през есента на 1933 г. Новооткритата прогимназия след няколко години била именувана „Цар Симеон II“, а след 9 септември 1944 г. – „Христо Ботев“, което име носи. Първите учители в прогимназията били: Йордан Минев, Стефан Костов, Николай Попов, Калицов, Гено Ранков, Райна Кирчева и други.
Друг просветен институт е Народно читалище „Просвета“, основано на 6 февруари 1919 г. Първите финансови средства то набира от членски внос, като се има предвид, че членовете при основаването му са 130. С тези скромни средства читалището закупува книги, а по-късно книжният фонд е попълнен и с подарени от жителите на селото книги. След излизане на Закона за трудовата поземлена собственост (ЗТПС), то е оземлено с 47 дка ниви, които раздава на търг на членовете си за обработване. Наемът от тях става най-сигурна финансова база за дейността на читалището. Така, осигурено с финансови средства, то развива по-активна дейност, като набавя и повече нови книги, списания и вестници. През това време се засилва и културно-просветната му дейност. Откриват се курсове, в които се разглеждат въпроси за възпитанието на децата, домакинството и майчинството, по овощарство, пчеларство, селско стопанство; организират се здравни беседи и други, които били масово посещавани.
Точни данни за състава и броя на населението на Босилковци преди Освобождението не съществуват. Предполага се, че броят на жителите му бил между 500 и 900, от които 4 – 5 семейства били турски и две-три – еврейски, а останалите били българи. Съществуващите данни за населението от архивните материали при Общината са следните:
- 1926 г. – 1595 жители
- 1936 г. – 1865 жители
- 1946 г. – 1975 жители
- 1956 г. – 2117 жители
- 1960 г. – 3285 жители
- 1961 г. – 3202 жители
- 1962 г. – 3074 жители
- 1963 г. – 3151 жители

Благодарение на добрите поминъчни условия, след Освобождението населението значително се увеличило. То се занимава предимно със земеделие и скотовъдство. Занаятчийството не заемало широк размер, но за задоволяване нуждите на местното население съществуват занаятите: бъчварство, коларо-железарство, сградостроителство, шивачество и др.
За задоволяване на населението от домакински потреби, на 22 октомври 1906 г. е основана кредитна кооперация „Прогрес“, утвърдена от Областен съд с Определение от 5 февруари 1907 г., обнародвано в бр.28/1907 г. на „Държавен вестник“. Основатели са Петър Илиев, Янко Фучеджиев, Цвятко Тодоров, Генчо Тодоров, Симеон Тодоров Пеев, Панайот Маринов, Григор Матеев, х.Димитър Караколев, Симеон Тодоров и други. Те подаряват ниви, наемът от които осигурил средства за по-разширена търговска дейност. По-късно, със Закона за трудовата поземлена собственост кооперацията е оземлена със 100 дка обработваема земя, която била давана на изполица за обработване на членовете-кооператори.
Все по това време в селото съществува въздържателно дружество, целящо да предпази хората от лоши пороци. И единственото за тогава дружество на Български червен кръст, което развива по-широка дейност в училищата.
Още от турско време в селото има три воденички с по един камък за смилане на брашно. Едва през 1909 година е построена мелница с парна машина с гориво от слама, дърва и др. Така тя работила до 1919 г., когато е купена от Ангел Хаджидончев и в 1920 г. е поставен газоженен мотор „Астра“ с мощност 20 к.с. От 1927 г. мелницата била съоръжена с дизелов двигател „Винтертур“ с мощност 50 к.с., два валса, два камъка, ярмомелка и други модерни съоръжения. Горивото било нафта или пъкура /вид горивно масло/. През време на Втората Световна война двигателят е приспособен на газгенераторно гориво и след това работи пак с нафтово гориво. Производственият и капацитет е бил преработка на 700 – 800 kg жито/час.
Много от жителите на селото загиват във войните за национално освобождение – Яким Русанов, Иван Станчев, Дянко Филипов, Минчо Панайотов, Марин Минчев, а други се връщат инвалиди – Петър Алексиев Добрев, Трифон Стоянов, Атанас Беленски.
През 1927 г. е прекаран първият телефон, който свързвал Босилковци със село Павел, към чиято община се водело селото, а от там и с околийския център – град Свищов. За пласиране на произведеното – пшеница, царевица, ечемик, добитък и др. – и за закупуването на някои стоки, селяните посещават околните пазарни центрове – Полски Тръмбеш, Бяла, Ценово и Свищов.
През ноември 1947 г. със Закона за национализацията на промишлените предприятия, е национализирана частната мелница в с. Босилковци. За ръководител е избран комунистът Петко Иванов Трифонов, който е председател на Комисия по национализацията. В 1956 г., когато се извършва електрификацията на селото, мелницата е пригодена към електрически двигател. В 1960 г. тя става собственост на Трудово-кооперативното земеделско стопанство. След това е извършена и национализация на едрия земеделски инвентар – три вършачки с тракторите.
Трудово-кооперативното земеделско стопанство в Босилковци е учредено на 27 август 1950 г. от 158 земеделски стопани – учредители и е регистрирано в Околийски народен съвет – Свищов на 18 септември 1950 г. Нарича се ТКЗС „Възход“. На първото събрание учредителите разглеждат и приемат Устав и с подписите си декларират, че са им известни всички законови разпоредби, отнасящи се до ТКЗС, и че се задължават да ги спазват. Учредителите притежават общо 7920,7 дка земя, с която са влезли в стопанството. Избран е председател – Атанас Димитров Вълков, Управителен съвет от 7 члена и Контролен съвет от 3 души.
Останалите некооперирани стопани влизат постепенно в стопанството и на 1 януари 1959 г. в него са 451 домакинства с 23 125 дка земя. По-масово влизане в ТКЗС има през 1957 г., когато на едно събрание са приети 47 кооператори. На 17 февруари 1959 г. стопанството се обединява със съседното от село Пейчиново, след което броят на домакинствата – членове възлиза на 788, а обработваемата земя е 39 027 дка. Обединеното ТКЗС се нарича „Партизански ятаци“.
Определени са местата за стопанските дворове и в тях са построени модерни птицеферми и кравеферми, свинеферми и овцеферми. За нуждите на селскостопанската продукция, за съхраняването и преработката ѝ са построени складове, хамбари и работилници. Изграден е язовир, който заема 142 дка площ с 300 000 куб.м вода, съоръжен с две помпени станции. Водите му се ползват за напояване, а през годината се лови и риба.
През 1956 г., със собствен труд и със средства от самооблагането, селото е електрифицирано и кинефицирано. Построен е здравен дом с лекарски и зъболекарски кабинети и родилно отделение. Построени са стадион с колодрум и парк. В 1962 година е построена механизирана фурна, а през 1963 г. е открита новопостроената сграда на Потребителна кооперация в центъра на селото с модерни слънчеви и просторни магазини. В същата година е асфалтирано шосето до гара Бяла, което свързва селото с окръжния център Русе.
В селото се открива целодневна лятна детска градина. През 1959 г. се открива и полудневна детска градина. Още от създаването си, училищата в Босилковци са две: начално и прогимназия. През учебната 1963/64 г. се открива осми клас, като за нуждите на обучението е направена пристройка с физкултурен салон и две учебни стаи. Почти всички ученици, завършили основно образование, продължават да учат в средните политехнически и професионални училища.
През 1959 г., съгласно административното преустройство на страната, Босилковци става централна община, със съставно село Пейчиново.

## Редовни събития
На 9 ноември всяка година се празнува събора на селото.

## Личности
- Петър Алипиев (1930 – 1999), български поет
- Пантелей Гаврилов (дядо Пънчо) – имал дарбата на чакръкчия[2]
- Димитър Мантов (р. 1930), български писател
- Никола Пашанков, партизанин
- Величка Мълчанкова – учителка и писателка на книгата за Село Босилковци - „Летопис за едно китно село“
- Пенка Атанасова Панайотова – първата медицинска сестра в селото.